# Самуел Фридјонсон
Самуел Каури Фридјонсон (исл. ‎‎Samúel Kári Friðjónsson; Рејкјанесбајр, 22. фебруар 1996) професионални је исландски фудбалер који примарно игра у средини терена на позицији дефанзивног везног играча, а повремено игра и на позицији десног бека у одбрани.

## Клупска каријера
Фридјонсон је започео своју професионалну фудбалску каријеру као играч Кефлавика из Рејкјавика. Након две сезоне играња у првенству Исланда, у јулу 2013. одлази у Енглеску и потписује двогодишњи уговор са екипом Рединга. Током три сезоне проведене у енглеском друголигашу константно је играо за резервни састав и није успео да се наметне тренеру првог тима.
У јуну 2016. као слободан играч прелази у редове норвешке Волеренге из Осла, са којом потписује троипогодишњи уговор.

## Репрезентативна каријера
Фридјонсон је играо за све млађе репрезентативне селекције Исланда
За сениорску репрезентацију Исланда дебитовао је 14. јануара 2018. у пријатељској утакмици са селекцијом Индонезије.
Селектор Хејмир Халгримсон уврстио га је на списак играча за Светско првенство 2018. у Русији, али ипак није играо ни у једној од три утакмице Исланда у групи Д.